# اندری واتسبا
اندری واتسبا (انگلیسی: Andriy Vatseba؛ زادهٔ ۷ دسامبر ۱۹۹۵) بازیکن فوتبال اهل اوکراین است.